# TACAM T-60
TACAM T-60 (Tun Anticar pe Afet Mobil T-60) a fost un vânător de tancuri folosit de Armata Română în timpul celui de-al Doilea Război Mondial. În anul 1943 au fost transformate treizeci și patru de exemplare la Atelierele Leonida, fiind folosite materiale capturate de la Armata Roșie: șasiul era de la tancurile T-60, blindajul suprastructurii era de la tancurile BT-7, iar tunurile F-22 de calibru 76,2 mm Model 1936 erau de fabricație sovietică. Vânătorii de tancuri TACAM T-60 au fost folosiți de către Divizia 1 Blindată "România Mare" și de către Divizia 8 Cavalerie Motorizată pe Frontul de Răsărit.

## Proiectare

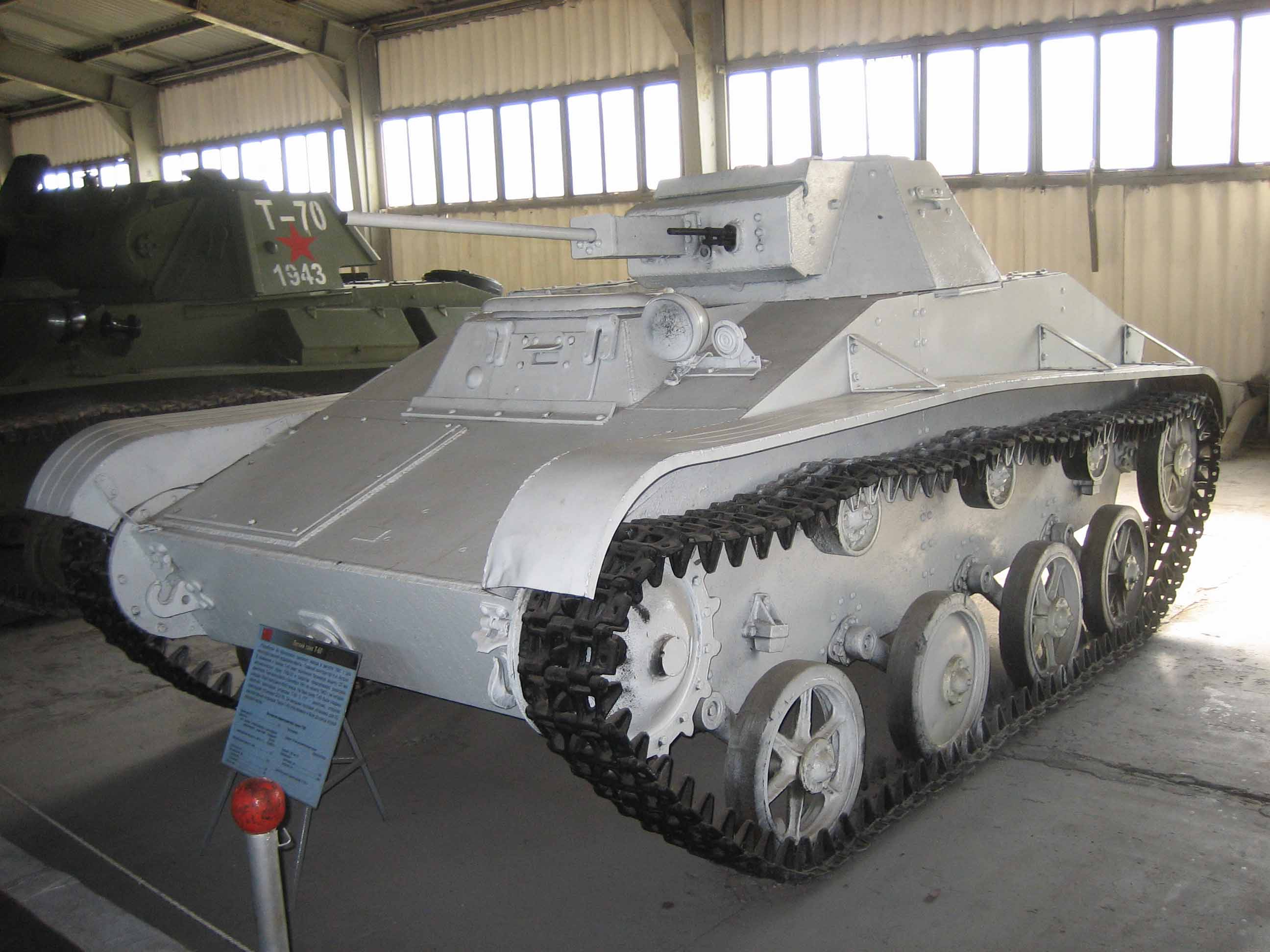
Tancul ușor sovietic T-60

La data intrării în război a Armatei Române, dotarea acesteia era mult în urma trupelor sovietice. La începutul anului 1942, lipsurile au devenit evidente când pe Frontul de Răsărit au apărut în număr mare tancurile medii T-34 și tancurile grele KV-1. Industria germană de război nu putea aproviziona Armata Română cu armamentul necesar combaterii noilor tancuri sovietice, fiindcă se confrunta la rândul ei cu un deficit de producție. Statul Major Român a decis construirea unei replici a tancului T-34, dar industria română, aflată încă în faza embrionară, nu avea resursele necesare dezvoltării acestui proiect. În urma luptelor din anii 1941-1942, în stocurile armatei se aflau 175 de tancuri sovietice și 154 de tunuri (de câmp sau anticar) calibru 76,2 mm capturate. Statul Major a decis utilizarea acestor materiale de captură pentru proiectarea unui tun antitanc autopropulsat, după modelul vânătorului de tancuri german Marder. Proiectul a fost încredințat locotenent colonelului Constantin Ghiulai.
Tancul sovietic T-60 a fost ales de către Ghiulai fiindcă era un vehicul modern și simplu de construit, fiind adecvat nivelului industriei autohtone. De asemenea, motorul GAZ utilizat de tancul ușor T-60 era de fapt un model Dodge-Derotto-Fargo F.H.2 construit sub licență. Piese de schimb se găseau atât în Germania, cât și în România pentru acest motor de camion, întreținerea fiind simplă. Tunului sovietic F-22 de captură calibru 76,2 mm Model 1936 i-a fost îndepărtat afetul, fiind construit un nou cadru pentru montarea sa pe șasiul tancului T-60. Suprastructura noului vehicul era construită din plăci de blindaj de la tancurile sovietice capturate. Suspensia a fost ranforsată fiindcă vehiculul era mai greu cu 3 tone. Primul prototip, construit la Atelierele Leonida, a fost gata pe 19 ianuarie 1943.

## Descriere

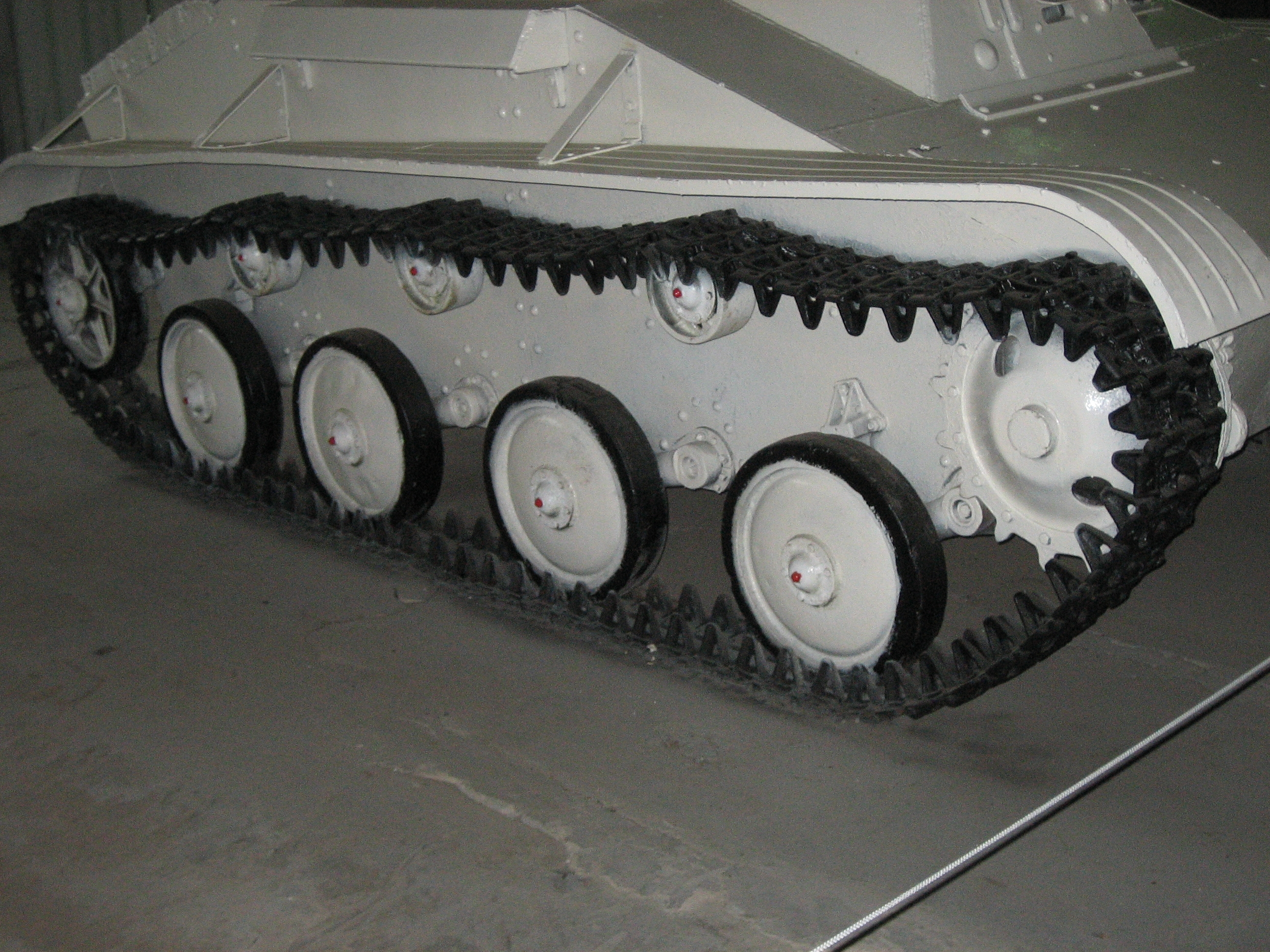
Galeții tip Ghiulai aveau la bază modelul sovietic din 1942, fiind însă mai rezistenți

Tunul F-22 avea un afet nou, conceput și turnat la Atelierele Concordia din Ploiești. Afetul a fost finisat apoi la Ateliere Astra din Brașov și Lemaître din București. Tunul a fost fixat pe afet la Arsenalul Armatei din București. Mecanismul de îndreptare (ochire) a tunului a fost adaptat practicilor artileriștilor români, iar un sistem de protecție împotriva reculului a fost montat pentru a proteja tunarul. Echipajul și tunul erau protejați de un scut din 3 părți, gros de 15 mm. Blindajul era tăiat de la tancurile sovietice de cavalerie BT-7, industria autohtonă nefiind capabilă încă să producă plăci de blindaj de calitate superioară. Vânătorul de tancuri transporta 44 de proiectile perforante de fabricație română, model Costinescu de 6,6 kilograme. Șasiul a fost modificat pentru a face față noilor cerințe: un nou scut de protecție pentru motor a fost montat, pentru a îmbunătați ventilația. Interiorul a fost modificat pentru ca numărul de proiectile transportate să fie mai mare. Din cauza greutății suplimentare, a reculului și a schimbării centrului de greutate, suspensia, de tip bară de torsiune, a fost ranforsată. Galeții de la șenile au fost înlocuiți la unele vehicule cu un model superior, învelit în cauciuc, denumit modelul Ghiulai. Galeții au fost turnați și finisați la Industria Sârmei din Câmpia Turzii, uzinele IAR din Brașov și Atelierele Concordia din Ploiești. Pentru a mări stabilitatea șasiului în timpul tragerilor, a fost instalat și un sistem de frânare la galeți. Blindajul șasiului avea o grosime între 15 și 35 de milimetri, în funcție de anul în care fusese fabricat tancul T-60.

## Utilizare
Treizeci și patru de exemplare au fost transformate la Atelierele Leonida până la sfârșitul anului 1943. Șaisprezece vehicule au fost repartizate Companiei 61 TACAM din Regimentul 1 Blindate, iar optsprezece au fost alocate Companiei 62 TACAM din Regimentul 2 Blindate.
Cu toate acestea, unitățile de vânători de tancuri TACAM T-60 erau trimise acolo unde situația de pe front era mai gravă. Grupul Blindat Cantemir, format ad-hoc pe 23 februarie 1944 pentru a întări defensiva din nordul Transnistriei, avea la dispoziție 14 vehicule TACAM T-60, organizate în două baterii. Vânătorii de tancuri au fost returnați Diviziei 1 Blindate pentru a participa la defensiva Moldovei, în timpul Operațiunii Iași-Chișinău.
Toți vânătorii de tancuri TACAM T-60 care au supraviețuit evenimentelor de dinainte și după 23 august 1944 au fost confiscați de Armata Roșie după luna octombrie a anului 1944.

## Specificații tehnice
| Echipaj                   | 3                             |
| Greutate                  | 9 t (complet încărcat)        |
| Dimensiuni                |                               |
| Lungime totală            | 5,51 m                        |
| Lungime șasiu             | 4,24 m                        |
| Lățime                    | 2,35 m                        |
| Înălțime                  | 1,75 m                        |
| Garda la sol              | 0,33 m                        |
| Motor                     | Tip GAZ 202, răcire cu lichid |
| Cilindri                  | 6                             |
| Putere                    | 80 CP/3500 rpm                |
| Carburant                 | benzină                       |
| Rezervoare                | 2 x 140 litri                 |
| Performanțe               |                               |
| Viteza maximă pe șosea    | 40 km/h                       |
| Viteza maximă în teren    | 20 km/h                       |
| Trece obstacole verticale | 0,5 m                         |
| Trece șanțuri             | 1,3 m                         |
| Trece prin vad            | 0,6 m                         |
| Panta maximă              | 32°                           |
| Autonomie pe șosea        | 200 km                        |
| Autonomie în teren        | 150 km                        |
| Armament principal        |                               |
| 1 tun F-22 L/51           | calibru 76,2 mm               |
| Câmp de tragere vertical  | de la -5° la +8°              |
| Câmp de tragere orizontal | 32°                           |
| Muniție                   | 44 proiectile                 |
| Armament secundar         |                               |
| 1 mitralieră ZB-53        | calibru 7,92 mm               |
| Blindaj                   | 15–25 mm                      |